# Sarcophaga aurora
Sarcophaga aurora är en tvåvingeart som beskrevs av Thomas Pape 1996. Sarcophaga aurora ingår i släktet Sarcophaga och familjen köttflugor. Inga underarter finns listade i Catalogue of Life.